# 아베 가이토 (1999년 6월)
아베 가이토(일본어: 阿部 海斗, 1999년 6월 18일~)는 일본의 축구 선수이다.

## 구단 경력
그는 2021년 J3리그의 로아소 구마모토에 입단했다. 2021년 J3리그 우승으로 J2리그로 승격했다.